# Aujols
Aujols är en kommun i departementet Lot i regionen Occitanien i södra Frankrike. Kommunen ligger i kantonen Lalbenque som tillhör arrondissementet Cahors. År 2022 hade Aujols 376 invånare.

## Befolkningsutveckling
Antalet invånare i kommunen Aujols
| Referens: INSEE |